# São Pedro dos Ferros
São Pedro dos Ferros este un oraș în Minas Gerais (MG), Brazilia.